# Глухенька Наталія Олександрівна
Наталія Олександрівна Глухе́нька (29 жовтня 1909, Клинці — 14 березня 2004, Київ) — українська мистецтвознавиця і педагог, дослідниця і популяризаторка петриківського розпису; член Спілки радянських художників України з 1961 року, кандидат мистецтвознавства з 1964 року. Дружина художника Олексія Вандаловського, мати художника Віктора Вандаловського.

## Біографія
Народилась 16 [29] жовтня 1909 року в місті Клинцях (нині Брянська область, Росія) у сім'ї вчителів. Батько походив з козацького роду, прапрадід був писарем на Січі.
У 1927 році закінчила Київську художньо-індустріальну профшколу за спеціальністю «малярство»; у 1931 році — педагогічний факультет Київського інституту пролетарської мистецької культури як мистецтвознавець у галузі народно-декоративного мистецтва. Була ученицею Федора Кричевського, Макса Гельмана, Сергія Колоса, Євгена Сагайдачного, Сергія Гілярова, Миколи Макаренка, Михайла Козика, Павла Голуб'ятникова, Іларіона Плещинського.
З 1931 по 1935 рік викладала графічні дисципліни у Дніпропетровському художньому технікумі; у 1935—1941 роках — викладала на кафедрі нарисної геометрії та графіки Дніпропетровського інженерно-будівельного інституту. В цей період постійно бувала у Петриківці та навколишніх селах, знайомилась з місцевими традиціями малярства, а також займалася систематизацією і популяризацією його як частини світової культури.
У роки німецько-радянської війни працювала на будівництві. У 1943—1944 роках викладала малювання та креслення у залізничній школі у Бугуруслані. Нагороджена медаллю «За доблесну працю у Великій Вітчизняній війні 1941—1945 років». Член ВКП(б) з 1945 року.
Протягом 1944—1968 років продовжила викладацьку діяльність у Дніпропетровському художньому училищі та Дніпропетровському інженерно-будівельному інституті. Серед учнів — Василь Бородай, Петро Марго, Андрій Потапенко, Микола Родзін. У 1964 році захистила кандидатську дисертацію на тему «Застосування українського орнаменту села Петриківка в художній промисловості». Доцент з 1965 року. Мешкала у Дніпропетровську в будинку на вулиці Дзержинського, № 17, квартира № 20.
Пізніше мешкала у Києві в будинку вулиці Волинській, № 6, квартира № 36. Померла у Києві 14 березня 2004 року.

## Наукова діяльність
З 1945 року присвятила себе науковій діяльності, головним напрямом якої став петриківський розпис. Приділяла велику увагу старшим майстрам петриківської школи Тетяні Паті, Ірині Пилипенко, Надії Тимошенко, Ганні Ісаєвій, Федору Панко, а також Петриківській школі декоративного живопису під керівництвом Тетяни Пати. Поруч з дослідженням і пропагуванням петриківського промислу, брала безпосередню участь в організаційних і творчих справах. Ввела традицію, коли кожен майстер має підписувати свій твір.
У складі Українського товариства дружби і культурного зв'язку з зарубіжними країнами протягом 1978—1987 років допомагала організовувати пересувні виставки народних митців України за кордоном.
Авторка статей з питань українського народного декоративного мистецтва. Уклала:
- альбоми: «Тетяна Пата» (Київ, 1975), «Петриківка» (Дніпропетровськ, 1975)[3], «Федір Панко» (Київ, 1978);
- каталоги «Виставка Петриківського декоративного розпису» (1979 — грецькою мовою; 1981 — іспанською мовою);
- комплект листівок «Федір Панко» (1986).

Авторка понад 200 друкованих праць. Серед них:
- «Петриківський розпис на фарфорі та склі» (Дніпропетровськ, 1958);
- «Петриківські майстри декоративного розпису» (Київ, 1959);
- «Тетяна Пата» / «Декоративное искусство СССР», 1960, № 5;
- «50-річчя народного майстра Ганни Ісаєвої» / «Народна творчість та етнографія», 1962, № 4;
- «Художник і педагог» / «Мистецтво», 1964, № 4;
- «Петриківські декоративні розписи» (Київ, 1965);
- «Петриківські розписи» (Київ, 1973);
- «Петриківський стінопис у Києві» // Київ. 1988. № 10.

Авторка статей в Українській радянській енциклопедії, Енциклопедії сучасної України.